# Gaby Fuchs
Gaby Fuchs (* 1950 in Wien) ist eine österreichische Schauspielerin. In den frühen 1970er Jahren agierte sie im internationalen Trashfilm.

## Leben
Die gebürtige Wienerin Gaby Fuchs wurde als 17-Jährige entdeckt und sofort vor die Kamera geholt. Fuchs spielte von Anbeginn verführerische Mädchen und die gefährdete Unschuld vom Dienst. Schlagartig bekannt wurde sie durch ihre Mitwirkung in zwei Horrorfilmen mit nachmaligem Kultfilmstatus: Hexen bis aufs Blut gequält und die in Spanien gedrehte Schauermär Nacht der Vampire, wo sie an der Seite ihrer gleichaltrigen deutschen Kollegin Barbara Capell eine Studentin auf der Suche einer legendären Vampirin spielte. Hin und wieder, wie in dem erstgenannten Film, in dem Gaby Fuchs’ Charakter eine Unzahl an schwersten Folterungen – unter anderem riss man ihr die Zunge aus dem Mund und anschließend wurde sie auf dem Scheiterhaufen verbrannt – über sich ergehen lassen musste, verlangten ihren Rollen auch Nacktheit. So spielte Gaby Fuchs zum Beispiel als Dornröschen in dem Softsexmärchen Grimms Märchen von lüsternen Pärchen aus der Hand Rolf Thieles. In dem Zeitgeistmelodram Schmetterlinge weinen nicht hatte sie den fast 30 Jahre älteren Siegfried Wischnewski zu verführen. Nach einem weiteren Softsexfilm, der zum Teil in Deutschland gedrehten, schwedischen Produktion Jorden runt med Fanny Hill, war Gaby Fuchs‘ Filmkarriere vorerst beendet.
Zur selben Zeit, Anfang der 1970er Jahre, nahm Gaby Fuchs auch das eine oder andere Engagement von Berliner Boulevardbühnen an und spielte in Stücken wie der Farce Wie wär’s denn, Mrs. Markham. Gelegentlich sah man sie auch in Fernsehproduktionen (Tatort, Rendezvous am Rhein). In einem Interview des siebenminütigen Kurzfilms Burn, Gaby, Burn! – der Titel lehnt sich an den US-Verleihtitel ihres Hexenfilms an, der dort als Burn, Witch, Burn lief – gab die heute als Synchron-Editorin arbeitende Schauspielerin 2004 Auskunft über ihre Arbeit zu Hexen bis aufs Blut gequält.

## Filmografie (Auswahl)
- 1967: Total versext
- 1968: Ein dreifach Hoch dem Sanitätsgefreiten Neumann
- 1969: Grimms Märchen von lüsternen Pärchen
- 1969: Hexen bis aufs Blut gequält
- 1970: Warum ist es am Rhein so schön? (Fernsehfilm)
- 1970: Schmetterlinge weinen nicht
- 1971: Der scharfe Heinrich
- 1971: Nacht der Vampire
- 1972: Die Geisha (Fernsehfilm)
- 1973: Libero
- 1973: Jorden runt med Fanny Hill
- 1976: Tatort – Trimmel und der Tulpendieb (Fernsehfilm)
- 1978: Unternehmen Rentnerkommune (eine Folge der Fernsehserie)
- 1981: Ringstraßenpalais (Fernsehserie, 4 Folge)
- 1988: Anwalt Abel (eine Folge der Fernsehserie)
- 1989: Laura und Luis (eine Folge der Fernsehserie)
- 1991: Le roi Mystère (Fernsehserie, 2 Folge)
- 1997: Geisterstunde – Fahrstuhl ins Jenseits (TV)